# Tuzson Gábor
Tuzson Gábor (Brassó, 1906. június 3. – Nagyvárad, 1996. október 4.) erdélyi magyar gépészmérnök, műszaki szakíró.

## Életútja
1924-ben érettségizett a brassói Római Katolikus Főgimnáziumban, majd a budapesti József Nádor Műegyetem Gépészmérnöki Karán folytatta tanulmányait, ahol 1930-ban nyerte el a mérnöki oklevelet. Először a petróleumiparban helyezkedett el (1931–32), majd Bukarest különböző gépgyáraiban vállalt állást (1932–39). Újításai közé tartozott az első román tésztadagasztógép (1934) és a marógépes eljárással a galaci hajógyárban gőzhajók részére előállított gőzturbina-lapát (1939–40). 1939–40-ben a szelepes vezérlésű gőzmozdonyok gyártását irányította. A kolozsvári Dermata cipőgyárban a műszaki osztály vezető mérnökeként (1940–46) kidolgozta a bőrcserzés új technológiájának szabadalmazott eljárását; 1946–49 között a botfalusi cukorgyárnak volt gépészeti főmérnöke. A szakma gőzturbina-szakértőként tartotta számon. 1949-ben a Villamosenergiaügyi Minisztérium meghívására alapító tagja lett Bukarestben az ország első gőzturbinajavítási vállalatának. Részt vett az első nagyváradi hőerőmű szervezési munkálataiban, itt töltötte pályája utolsó szakaszát (1964–66). Nyugalomba vonulása után tovább dolgozott mint újítási felelős és szakmai oktató (1966–80).
Szakcikkeit román nyelven közölte a Metalurgia (1952) és az Industria Alimentară (1961) c. szaklapokban. Visszaemlékezésének egyes részletei A Hét hasábjain jelentek meg, ezek dokumentumértékű adatokat tartalmaznak a Dermata gyár műszaki felszerelésének 1944-es megmentéséről (1977/40), Kolozsvár bombázásáról (Egy júniusi napon. 1978/22), Albrecht József brassói botanikatanárról (És sorra vettük fel a brassói flórát. 1983/36). Király Henrik matematikatanárról a Korunkban emlékezett meg (1984/3).
Társszerzője Pálfalvi Attilával és Jenei Dezsővel a nagy Magyar–román műszaki szótárnak (Bukarest, 1987), amelynek román–magyar kötete kéziratban maradt a szerkesztők hagyatékában.